# Роберт Біддулф
Генерал сер Роберт Біддульф, GCB, GCMG (англ. Sir Robert Biddulph26 серпня 1835 — 18 листопада 1918) — старший офіцер Британської армії. Він служив генерал-квартирмейстером збройних сил у 1893 році, а потім був губернатором Гібралтару до 1900 року.

## Військова кар'єра
Освіту здобув у Твайфордській школі та Королівській військовій академії у Вулвічі, Біддульф був прийнятий на службу до Королівської артилерії в 1853 році. Він брав участь у Кримській війні та був присутній під час облоги Севастополя у 1854 році. Потім він служив під час Повстання сипаїв, і був бригадним майором під час облоги Лакхнау в 1857 році.
У 1871 році його було обрано помічником генерал-ад'ютанта у Військовому міністерстві, а потім у 1879 році він змінив сера Гарнета Вулзлі на посаді Верховного комісара та головнокомандувача Кіпру. У 1886 році він повернувся до Лондона, щоб стати генерал-інспектором з набору, а через два роки став генеральним директором військової освіти. У 1893 році він недовго був генерал-квартирмейстером збройних сил. Пізніше того ж року він став губернатором Гібралтару, перебуваючи на цій посаді до 1900 року. Він був полковником-комендантом Королівської артилерії та був відправлений у відставку 26 серпня 1902 року.
Його останнім призначенням у 1904 році була посада комісара з армійських закупівель: на цій посаді він скасував купівлю офіцерських звань.
Він був призначений Лицарем Великого хреста ордена Лазні на честь дня народження королеви в 1899 році. Ворота Біддульфа у Фамагусті на Кіпрі названі на його честь.

## Родина
Біддульф був сином Роберта Біддульфа, члена парламенту. У 1864 році він одружився з Софією Ламберт, і у них було четверо синів і шість дочок.